# Knipowitschia punctatissima
Knipowitschia punctatissima là một loài cá thuộc họ Gobiidae. Đây là loài đặc hữu của Ý. Môi trường sống tự nhiên của chúng là sông ngòi và suối nước ngọt. Chúng hiện đang bị đe dọa vì mất môi trường sống.

## Hình ảnh

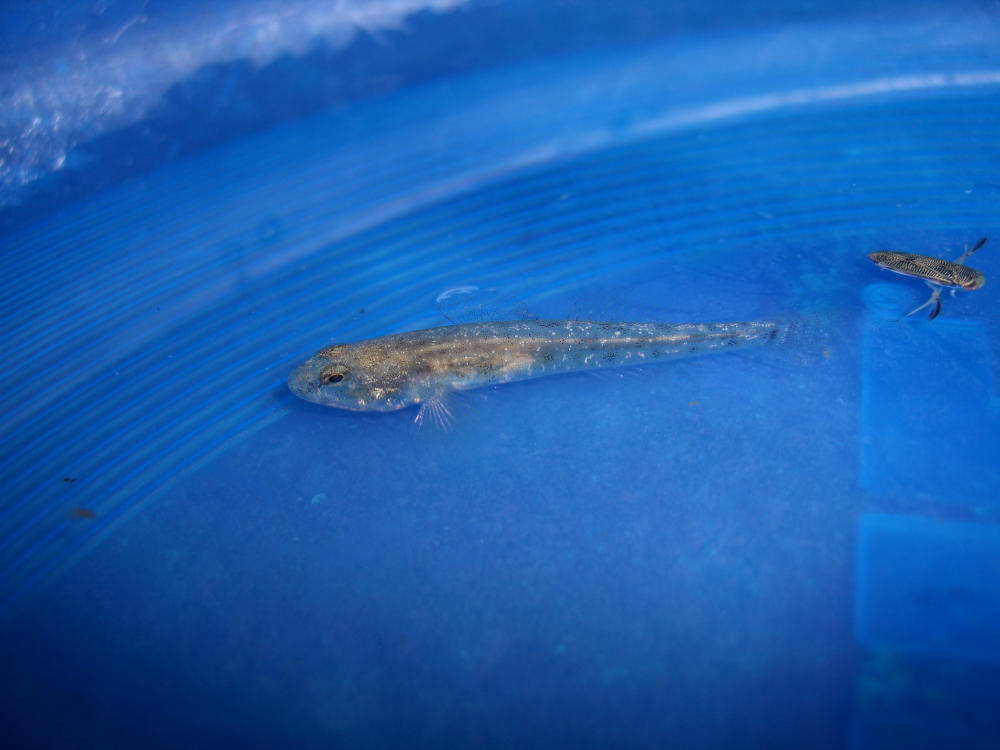
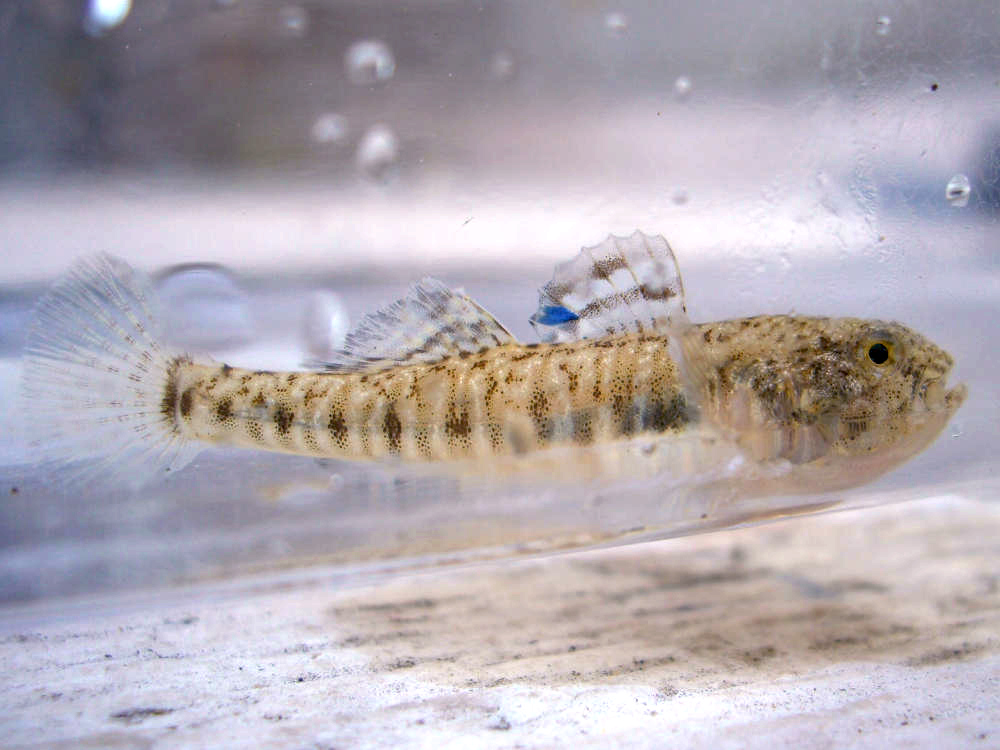
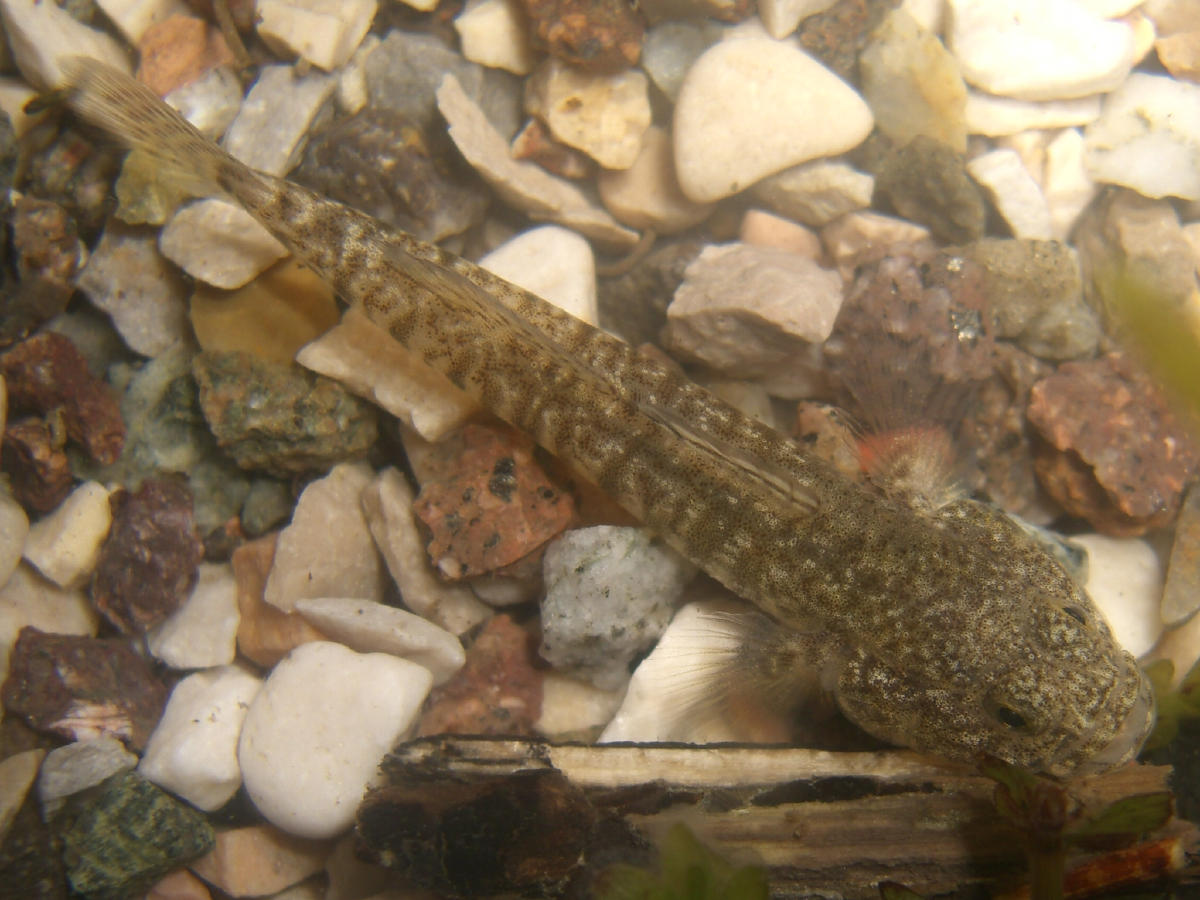